# Бросачиха
Бросачиха — деревня в Холмогорском районе Архангельской области.

## География
Находится в центральной части Архангельской области на расстоянии приблизительно 3 км на запад по прямой от села Емецк на левобережье реки Ваймуга.

## История
В 1859 году здесь (тогда деревня Холмогорского уезда Архангельской губернии) было учтено 11 дворов, в 1905 — 15. До 2022 года входила в Емецкое сельское поселение до его упразднения.

## Население
Численность населения: 102 человека (1859 год), 106 (1905), 3 (русские 100 %) в 2002 году, 4 в 2010.